# Kateřina Opavská
Kateřina Opavská též Opavsko-Ratibořská († 1505) byla hlohovsko-zaháňská kněžna z rodu opavských Přemyslovců.
Narodila se jako jedna ze dvou dcer (pěti dětí) opavského knížete Viléma Opavského a jeho ženy Salomeny z Častolovic.

## Manželství a potomci
Kateřina se roku 1462 provdala se za posledního piastovského zaháňského knížete Jana II. zvaného Šílený (1435–1504) a povila mu pět dcer, z nichž tři se provdaly za tři bratry z rodu minsterbersko-olešnických knížat:
- Markéta (1465/76–1505), ∞ 1. Miklós Bánffy de Limbow († 1501); 2. Johann Hampo
- Barbora (1470–1539), abatyše kláštera klarisek ve Střelíně
- Salomea (1475/76–1514), ∞ 1. 1487 Albrecht 1468–1511), kníže minstrbersko-olešnický, 2. Jan von Kurzbach auf Trachenberg und Militsch († 1549)
- Hedvika (1476–1524), ∞ 1488 Jiří, kníže minstrbersko-olešnický (1470–1502), 2. Siegmund von Wartenberg († 1518)
- Anna (1480/83–1541), ∞ 1488 Karel, kníže minstrbersko-olešnický (1476–1536)